# Bernd Reuter (Politiker, 1943)
 Bernd Reuter (* 1943 in Königsberg) ist ein deutscher Politiker.
Nach dem Abitur war Reuter Fachlehrer für Mathematik und Chemie am Pädagogischen Institut Halle. Er besuchte die Hochschule für Film und Fernsehen, erreichte dort das Diplom und wurde Film- und Fernsehwissenschaftler. Er ist von Beruf Filmhistoriker.
Im Oktober 1989 trat Reuter in die Partei Neues Forum ein. Bei der Landtagswahl in Brandenburg 1990 gelang ihm der Einzug in den Landtag. Er saß in der Fraktion Bündnis 90, schied jedoch am 25. September 1991 vorzeitig aus. Sein Nachfolger war Rolf Wettstädt.